# 维约桑
维约桑（法語：Vieussan，法語發音：[vjøsɑ̃]）是法国埃罗省的一个市镇，属于贝济耶区。

## 地理
维约桑（43°32'28"N, 2°58'37"E）面积28.26 平方千米，位于法国奧克西塔尼大區埃罗省，该省份为法国南部沿海省份，南濒地中海，西南接奥德省，西北接塔恩省和阿韦龙省，东北与加尔省接壤。
与维约桑接壤的市镇（或旧市镇、城区）包括：莱赛尔、蒙斯、奥拉尔格、罗克布兰、圣纳泽尔德拉达雷。

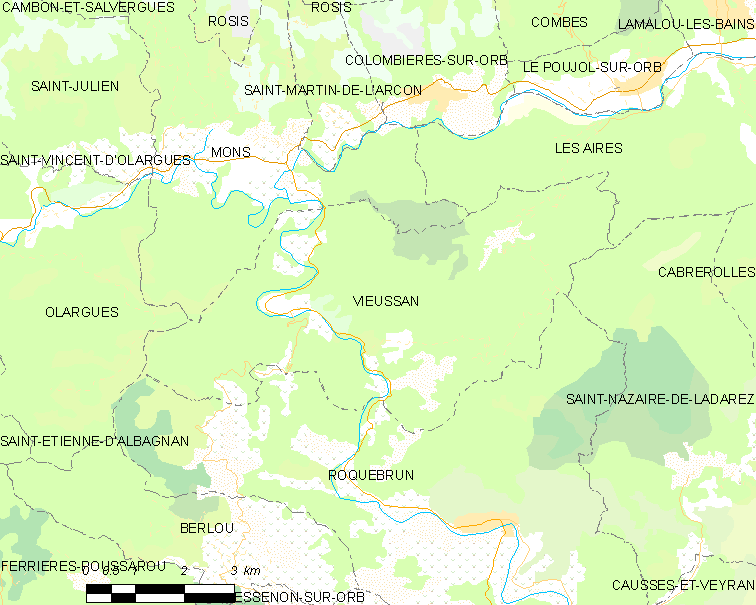
维约桑的OSM定位图

维约桑的时区为UTC+01:00、UTC+02:00（夏令时）。

## 行政
维约桑的邮政编码为34390，INSEE市镇编码为34334。

## 政治
维约桑所属的省级选区为圣庞斯德托米耶尔县。

## 人口

1962-2008年间维约桑人口变化图示

维约桑于2022年1月1日时的人口数量为268人。